# Ministère fédéral des Postes et des Télécommunications
Le ministère fédéral des Postes et des Télécommunications (Bundesministerium für Post und Telekommunikation) était un ministère du gouvernement fédéral ouest-allemand puis allemand créé en 1949. Il était chargé de la tutelle de la Deutsche Bundespost.

## Organisation
Le BMPT s'organisait de la manière suivante : 
- Section politique, de la stratégie, des objectifs, du contrôle et de la régulation ;
- Section des autorisations, des approbations, des fréquences radio et de la standardisation ;
- Section centrale.

Il exerçait en outre la tutelle sur les agences fédérales suivantes : 
- Agence fédérale des postes et télécommunications Deutsche Bundespost, à Bonn ;
- Office fédéral pour les autorisations dans les télécommunications, à Sarrebruck ;
- Office fédéral des postes et télécommunications, à Mayence.

## Histoire

### Fondation: de l'Empire à Weimar
De la fondation de l’Empire allemand à 1876, la tutelle des postes relevait de la section I de la Chancellerie impériale et les télégraphes de la section II. Le 1er janvier 1876, ces compétences sont rassemblées sous l’autorité du Directeur général de la poste (Generalpostmeister). En 1880, les services sont transformés en office du Reich aux Postes (Reichspostamt), avec à sa tête un secrétaire d’État.
En 1919, la république de Weimar le transforme en  ministère du Reich aux Affaires postales (Reichsministerium für das Postwesen).

### La République fédérale
Après la Seconde Guerre mondiale, le nouvel État ouest-allemand créé en 1949 le nom de ministère fédéral des Affaires des télécommunications (Bundesministerium für Angelegenheiten des Fernmeldewesens), renommé dès le 1er avril 1950 en ministère fédéral des Postes et Télécommunications (Bundesministerium für das Post- und Fernmeldewesen). La République démocratique allemande crée son propre ministère.
Lors de l'arrivée au pouvoir de la coalition sociale-libérale, en 1969, le ministère est réuni au ministère fédéral des Transports, puis de la Recherche et de la Technologie en 1972. Deux ans plus tard, il fusionne de nouveau avec le ministère des Transports, mais retrouve sa pleine autonomie en 1980.

### Réunification et privatisation
Avec la réunification, le ministère est-allemand est absorbé par celui de la République fédérale, dont le titre est modifié (Bundesministerium für Post und Telekommunikation, la traduction française ne change pas). Cette même année, la Deutsche Bundespost, qui était une administration, est transformée en trois entités :
- Deutsche Bundespost – Postdienst pour le courrier ;
- Deutsche Bundespost – Fernmeldedienst (à partir de 1992 Deutsche Bundespost – Telekom) pour les télécommunications ;
- Deutsche Bundespost – Postbank pour les activités bancaires.

En 1994, elles sont privatisées sous le nom de Deutsche Post, Deutsche Telekom et Deutsche Postbank.

### Dissolution
Le 1er janvier 1998, le ministère est dissout. Celles de ses compétences conservées par le Gouvernement fédéral sont attribuées au ministère fédéral des Finances (notamment la tutelle de l’Imprimerie fédérale), et d’autres à la Bundesanstalt für Post und Telekommunikation Deutsche Bundespost.

## Ministres
| Nom                                                                | Nom                         | Dates du mandat | Dates du mandat | Parti | Cabinet(s)                           |
| ------------------------------------------------------------------ | --------------------------- | --------------- | --------------- | ----- | ------------------------------------ |
|                                                                    | Hans Schuberth              | 20/09/1949      | 09/12/1953      | CSU   | Adenauer I                           |
|                                                                    | Siegfried Balke             | 09/12/1953      | 14/11/1956      | CSU   | Adenauer II                          |
|                                                                    | Ernst Lemmer                | 14/11/1956      | 29/10/1957      | CDU   | Adenauer II                          |
|                                                                    | Richard Stücklen            | 29/10/1957      | 30/11/1966      | CSU   | Adenauer III, IV et V Erhard I et II |
|                                                                    | Werner Dollinger            | 01/12/1966      | 22/10/1969      | CSU   | Kiesinger                            |
|                                                                    | Georg Leber                 | 22/10/1969      | 07/07/1972      | SPD   | Brandt I                             |
|                                                                    | Lauritz Lauritzen           | 07/07/1972      | 15/12/1972      | SPD   | Brandt I                             |
|                                                                    | Horst Ehmke                 | 15/12/1972      | 07/05/1974      | SPD   | Brandt II                            |
|                                                                    | Kurt Gscheidle              | 16/05/1974      | 28/04/1982      | SPD   | Schmidt I, II et III                 |
|                                                                    | Hans Matthöfer              | 28/04/1982      | 01/10/1982      | SPD   | Schmidt III                          |
|                                                                    | Christian Schwarz-Schilling | 04/10/1982      | 17/12/1992      | CDU   | Kohl I, II, III et IV                |
|                                                                    | Wolfgang Bötsch             | 22/01/1993      | 31/12/1997      | CSU   | Kohl IV et V                         |
| Titre du portefeuille : - 1980-1997 : Postes et Télécommunications |                             |                 |                 |       |                                      |

## Source
- (de) Cet article est partiellement ou en totalité issu de l’article de Wikipédia en allemand intitulé « Bundesministerium für Post und Telekommunikation » (voir la liste des auteurs).

- (de) Cet article est partiellement ou en totalité issu de l’article de Wikipédia en allemand intitulé « Reichsministerium für das Postwesen » (voir la liste des auteurs).

- (de) Cet article est partiellement ou en totalité issu de l’article de Wikipédia en allemand intitulé « Reichspostamt » (voir la liste des auteurs).